# Cercestis dinklagei
Cercestis dinklagei är en kallaväxtart som beskrevs av Adolf Engler. Cercestis dinklagei ingår i släktet Cercestis och familjen kallaväxter. Inga underarter finns listade.